# Xã Gallagher, Quận Clinton, Pennsylvania
Xã Gallagher (tiếng Anh: Gallagher Township) là một xã thuộc quận Clinton, tiểu bang Pennsylvania, Hoa Kỳ. Năm 2010, dân số của xã này là 381 người.